# I Am Not (мини-альбом)
I Am Not (стилизуется как I am NOT) — дебютный мини-альбом южнокорейского бойбенда Stray Kids. Был выпущен 26 марта 2018 года лейблом JYP Entertainment при поддержке Iriver. Дебютный шоукейс Stray Kids Unveil: Op. 01: I Am Not был проведён днём ранее.

## Трек-лист
| №                   | Название                      | Текст песни         | Музыка                         | Аранжировка             | Длительность |
| ------------------- | ----------------------------- | ------------------- | ------------------------------ | ----------------------- | ------------ |
| 1.                  | «Not!»                        | Бан Чан             | Бан Чан Хон Чжи Сан            | Хон Чжи Сан             | 1:22         |
| 2.                  | «District 9»                  | 3racha              | 3racha Trippy                  | Trippy Бан Чан          | 3:31         |
| 3.                  | «Mirror»                      | 3racha              | 3racha Ли У Мин "collapsedone" | Ли У Мин "collapsedone" | 3:40         |
| 4.                  | «Awaken»                      | 3racha              | 3racha Ким Пак Челла           | Ким Пак Челла Бан Чан   | 3:13         |
| 5.                  | «Rock» (кор. 돌)              | 3racha              | 3racha Full8loom               | Full8loom               | 3:13         |
| 6.                  | «Grow Up» (кор. 잘 하고 있어) | 3racha              | 3racha Trippy                  | Trippy Бан Чан          | 3:30         |
| 7.                  | «3rd Eye»                     | 3racha              | 3racha This N That             | This N That             | 4:03         |
| Общая длительность: | Общая длительность:           | Общая длительность: | Общая длительность:            | Общая длительность:     | 26:45        |

| №  | Название     | Текст песни                                                     | Музыка | Arrangement             | Длительность |
| -- | ------------ | --------------------------------------------------------------- | ------ | ----------------------- | ------------ |
| 8. | «Mixtape #1» | Бан Чан У Чжин Ли Ноу Чан Бин Хён Чжин Хан Феликс Сон Мин Ай Эн | 3racha | Ли У Мин "collapsedone" | 4:12         |

## Чарты
| Чарт (2018)                          | Пиковая позиция |
| ------------------------------------ | --------------- |
| New Zealand Heatseeker Albums (RMNZ) | 9               |
| South Korean Albums (Gaon)           | 4               |
| US Billboard World Albums            | 5               |
| US Billboard Heatseekers Albums      | 23              |